# ماگدالنا اندرسون

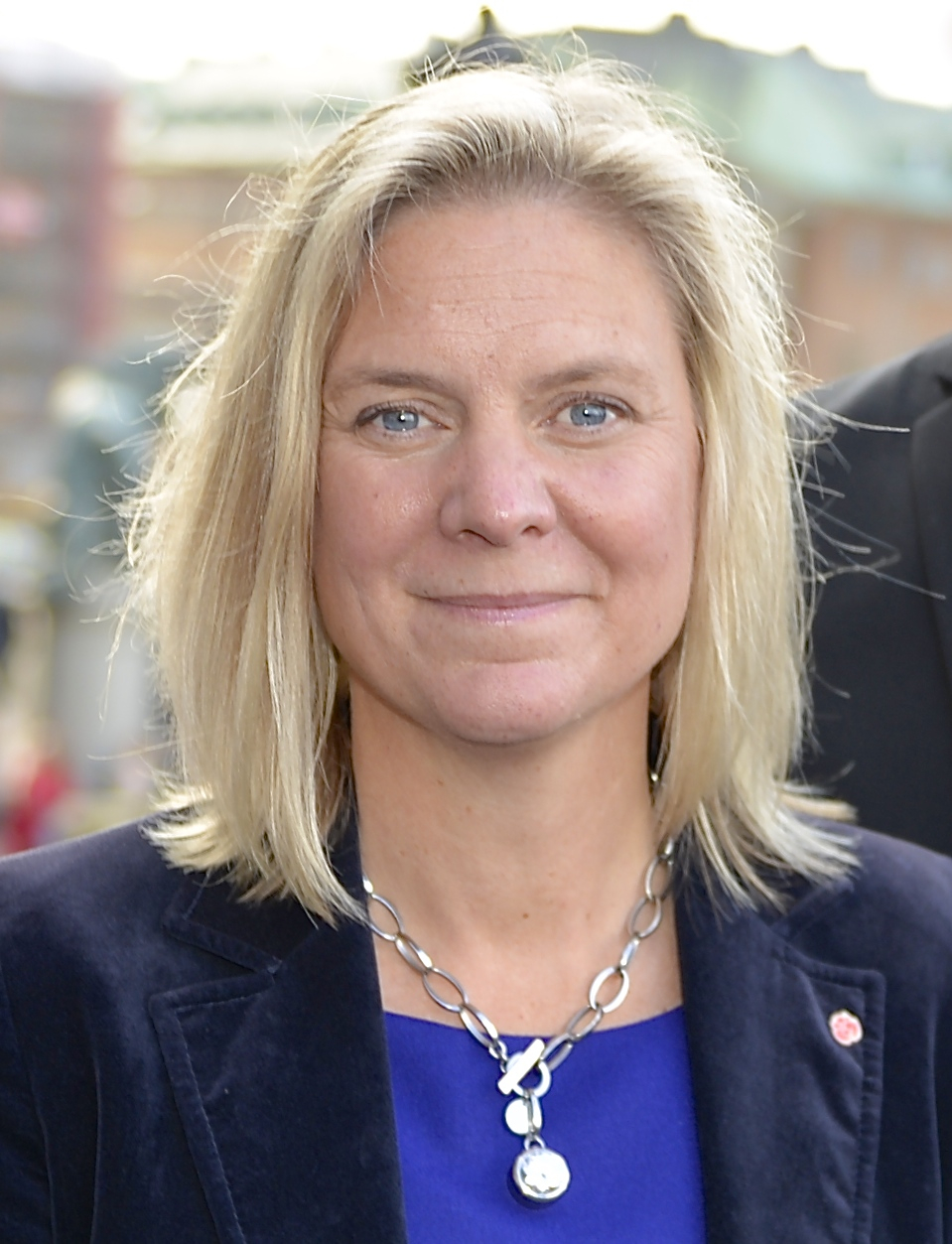
ماگدالنا اندرشون، وزیر تازه منصوب شده در استکهلم، ۳ اکتبر ۲۰۱۴

ماگدالنا اندرشون (سوئدی: Magdalena Andersson؛ ۲۳ ژانویهٔ ۱۹۶۷) یک سیاستمدار سوسیال دموکرات سوئدی است که از نوامبر ۲۰۲۱ نخست‌وزیر سوئد و رهبر حزب سوسیال دموکرات سوئد شده‌است، در ۲۴ نوامبر ۲۰۲۱، ریکسداگ سوئد او را به عنوان نخست‌وزیر سوئد انتخاب کرد، و او قرار بود در ۲۶ نوامبر کار خود را آغاز کند. با این حال، فروپاشی ائتلاف حزب او با حزب سبز، که خود ناشی از پذیرش پیشنهاد بودجه مخالفان توسط ریکسداگ بود که پس از شکست مصوبه بودجه ائتلاف توسط ریکسداگ، باعث شد تا اندرشون چند ساعت پس از انتخابش به عنوان نخست‌وزیر از سمت خود استعفا دهد. او پس از آن اعلام کرد که برای ایجاد یک دولت سوسیال دموکرات تک حزبی، خواستار کسب رای اعتماد توسط ریکسداگ خواهد بود. وی پس از کسب رای اعتماد ریکسداگ در تاریخ ۳۰ نوامبر ۲۰۲۱ به عنوان اولین نخست‌وزیر زن سوئد شروع به کار کرد و بدین ترتیب پس از صد سال دموکراسی (حق رای برای همه)وضعیت این کشور به عنوان تنها کشور شمال اروپا که هرگز زنی به عنوان رئیس دولت نداشته‌است، پایان داد.

## زندگی‌نامه

### اوایل زندگی
اندرسون تنها دختر و فرزند گوران اندرسون (۱۹۳۶–۲۰۰۲)، استاد است آمار در دانشگاه اوپسالا، و معلم بیرگیتا اندرسون (متولد ۱۹۳۹) است.
اندرسون در جوانی یک شناگر نخبه بود.

### تحصیلات
در دوران دبیرستان، اندرسون در مدرسه کلیسای جامع در اوپسالا به تحصیل علوم اجتماعی پرداخت. او در سال ۱۹۸۷ با یازده نمره پنج، دو چهار و دو نمره فارغ‌التحصیل شد.
پس از فارغ‌التحصیلی از دبیرستان، به استکهلم نقل مکان کرد تا در دانشکده اقتصاد استکهلم تحصیل کند، جایی که در سال ۱۹۹۲ با مدرک کارشناسی ارشد در اقتصاد فارغ‌التحصیل شد. او سپس به عنوان دانشجوی دکترا در رشته اقتصاد در دانشکده اقتصاد استکهلم در سال‌های ۱۹۹۲–۱۹۹۵ مشغول به کار شد اما تحصیلات خود را از قبل به پایان رساند. در پاییز ۱۹۹۴، او در مؤسسه مطالعات پیشرفته در وین تحصیل کرد. در بهار ۱۹۹۵ در دانشگاه هاروارد تحصیل کرد.
ماگدالنا اندرسون در سال ۱۹۸۳ در اولین سال تحصیلی خود در کالج به اتحادیه جوانان سوسیال دموکرات (SSU) پیوست. در سال ۱۹۸۷، او به عنوان رئیس شعبه محلی SSU در اوپسالا انتخاب شد.

## حرفه

### مشاور و کارمند دولتی
اندرسون پس از اتمام تحصیلات خود در اقتصاد، از سال ۱۹۹۶ تا ۱۹۹۸ در دفتر نخست‌وزیری به عنوان مشاور سیاسی گوران پرسون استخدام شد و سپس از سال ۱۹۹۸ تا ۲۰۰۴ به عنوان مدیر برنامه‌ریزی مشغول به کار شد. او سپس مدتی را در مشاغل خدمات اجتماعی گذراند و از سال ۲۰۰۴ تا ۲۰۰۶ به عنوان وزیر امور خارجه در وزارت دارایی کار کرد، قبل از اینکه از سال ۲۰۰۷ تا ۲۰۰۹ دوباره مشاور سیاسی شد، این بار به مونا سهلین، رهبر مخالفان. او زمانی که دولت او را برای نقش مدیر ارشد اداره مالیات سوئد نامزد کرد، این سمت را ترک کرد، سمتی که تا سال ۲۰۱۲ در این سمت بود. او پس از پذیرفتن نامزدی سوسیال دموکرات قبل از انتخابات عمومی سال ۲۰۱۴ استعفا داد.

### رهبر حزب سوسیال دموکرات
اندرسون در ۴ نوامبر ۲۰۲۱ به عنوان رهبر حزب سوسیال دموکرات انتخاب شد.

## نخست‌وزیری
اندرسون صبح روز چهارشنبه ۲۲ نوامبر ۲۰۲۱ بعنوان نخست‌وزیر جدید سوئد معرفی شد، اما چند ساعت پس از انتخاب در این سمت و پس از خارج شدن یکی همپیمانان دولت ائتلافی، از سمت خود استعفا کرد. بودجه پیشنهادی وی نیز از پارلمان رای لازم را نگرفت و در عوض پارلمان به بودجه پیشنهاد شده توسط احزاب اپوزیسیون که شامل حزب راست افراطی ضد مهاجر می‌شد، رای داد. وی در تاریخ ۳۰ نوامبر ۲۰۲۱ و پس از کسب رای اعتماد ریکسداگ به‌عنوان نخست‌وزیر سوئد شروع به کار کرد.